# Ненад Вуканич
Ненад Вуканич (16 травня 1974) — югославський ватерполіст.
Бронзовий медаліст Олімпійських Ігор 2000 року.